# Cuco-pequeno
O Cuco-pequeno (Cuculus poliocephalus) é uma espécie de cucos da família Cuculidae.
Pode ser encontrada nos seguintes países: Bangladesh, Butão, China, República Democrática do Congo, Hong Kong, Índia, Japão, Quénia, Coreia do Norte, Coreia do Sul, Laos, Malawi, Myanmar, Nepal, Paquistão, Rússia, Seychelles, Somália, África do Sul, Sri Lanka, Tanzânia, Tailândia, Vietname, Zâmbia e Zimbabwe.